# Ел Франкен
А́лан «Ел» Стю́арт Фра́нкен (англ. Alan "Al" Stuart Franken; нар. 21 травня 1951) — американський комік, письменник, актор, політик, сенатор—демократ Конгресу США від штату Міннесота. Став популярним як комедіант, брав участь у комедійній телевізійній передачі «Суботнього вечора в прямому ефірі». Знявся в декількох комедійних фільмах, був ведучим на національному радіо США. Автор декількох книжок. Прославився своїми лівими поглядами, критикою адміністрації Джорджа Буша та війни в Іраку. У 2008 р. одержав перемогу з більшістю у менш ніж піввідсотка на виборах у Сенат США і за рішенням суду став сенатором від штату Міннесота.

## Фільмографія

### Актор
| Рік       |    | Українська назва                  | Оригінальна назва         | Роль                |
| --------- | -- | --------------------------------- | ------------------------- | ------------------- |
| 1976      | ф  |                                   | Tunnel Vision             |                     |
| 1977—1980 | с  | Суботнього вечора в прямому ефірі | Saturday Night Live       |                     |
| 1978      | тф |                                   | All You Need is Cash      |                     |
| 1981      | тф |                                   | Grateful Dead: Dead Ahead |                     |
| 1983      | ф  | Помінятися місцями                | Trading Places            | вантажник залізниці |
| 1984      | тф |                                   | The New Show              |                     |
| 1986      | ф  |                                   | One More Saturday Night   | Пол Флум            |
| 1995      | ф  | Стюарт рятує свою сім'ю           | Stuart Saves His Family   | Стюарт Смайллі      |
| 2004      | тф |                                   | Outfoxed                  | ведучий Air America |

### Сценарист
| Рік       |    | Українська назва                  | Оригінальна назва         | Роль      |
| --------- | -- | --------------------------------- | ------------------------- | --------- |
| 1977—1980 | с  | Суботнього вечора у прямому ефірі | Saturday Night Live       | сценарист |
| 1981      | тф |                                   | Grateful Dead: Dead Ahead | сценарист |
| 1981      | тф |                                   | Coneheads                 | сценарист |
| 1984      | тф |                                   | The New Show              | сценарист |
| 1986      | ф  |                                   | One More Saturday Night   | сценарист |
| 1993      | ф  | Яйцеголові                        | Coneheads                 |           |
| 1994      | ф  | Коли чоловік кохає жінку          | When a Man Loves a Woman  | сценарист |
| 1995      | ф  | Стюарт рятує свою сім'ю           | Stuart Saves His Family   | сценарист |
| 1998—1999 | с  |                                   | LateLine                  | сценарист |
| 2004—2007 | с  |                                   | The Al Franken Show       | сценарист |